# 어맨다 레포어
어맨다 레포어(Amanda Lepore, 1967년 12월 5일 ~ )는 미국의 모델, 가수, 패션 아이콘이다.

## 같이 보기
- 개념 미술